# Laura Graves
Pour les articles homonymes, voir Graves.
Laura Graves est une cavalière américaine née le 22 juillet 1987 à Fayston. Elle a remporté avec Allison Brock, Kasey Perry-Glass et Steffen Peters, en montant le cheval Verdades, la médaille de bronze du dressage par équipes aux Jeux olympiques d'été de 2016 à Rio de Janeiro.